# Villa gallo-romaine de Saint-Ulrich
La villa gallo-romaine de Saint-Ulrich est un site gallo-romain situé sur la commune de Dolving en Moselle, près de l'antique cité de Pons Saravi aujourd'hui Sarrebourg.
La villa, fouillée par un archéologue allemand lors de l'annexion de la Moselle à la suite du traité de Francfort, est à nouveau l'objet de fouilles importantes dans la seconde moitié du XXe siècle. Elle s'avère lors de ces travaux être le centre d'un domaine très important. Elle est l'« une des plus grandes villas des Gaules » selon Marcel Lutz.
Propriété du département de la Moselle, la villa est classée au titre des monuments historiques par arrêté du 7 septembre 1988. Des travaux de mise en valeur du site sont entrepris au début des années 2010, mais stoppés depuis.

## Localisation

Localisation de la villa.

La villa est située à 4 km de Sarrebourg, antique Pons Saravi et à 1 km de la voie Metz-Strasbourg,, « route à la fois économique et stratégique ».
Le domaine est situé sur les communes de Dolving et Haut-Clocher et s'étend sur une superficie supérieure à 200 ha. Le domaine, situé dans une cuvette, était protégé des vents dominants : il comporte des ruisseaux dans le fond de la vallée, des cultures dont celles de vignes et également des forêts. La position est « stratégique ».

## Historique

### Histoire antique et médiévale
La villa est datée du deuxième quart du Ier siècle et était au cœur d'un domaine important de « plusieurs centaines d'hectares »,. L'apogée du domaine est datable de la fin du Ier siècle. Les ailes permettent alors « le maintien de l'effet de monumentalisation ».
L'extension est datable de la fin du Ier siècle et du début du IIe siècle : un péristyle occidental, des thermes, une galerie et deux ailes orientalessont alors bâtis. D'autres travaux ont lieu au cours du IIe puis aux IIIe et IVe siècles mais ils sont difficiles à connaître du fait des fouilles réalisées au XIXe siècle.
Karl Wichmann considère l'édifice comme datant de la fin du IIIe siècle, Albert Grenier évoquant pour sa part la première moitié du siècle. La datation au milieu du Ier siècle a pu être établie du fait des études céramologiques menées. Les différents éléments du domaine n'étaient pas contemporains.

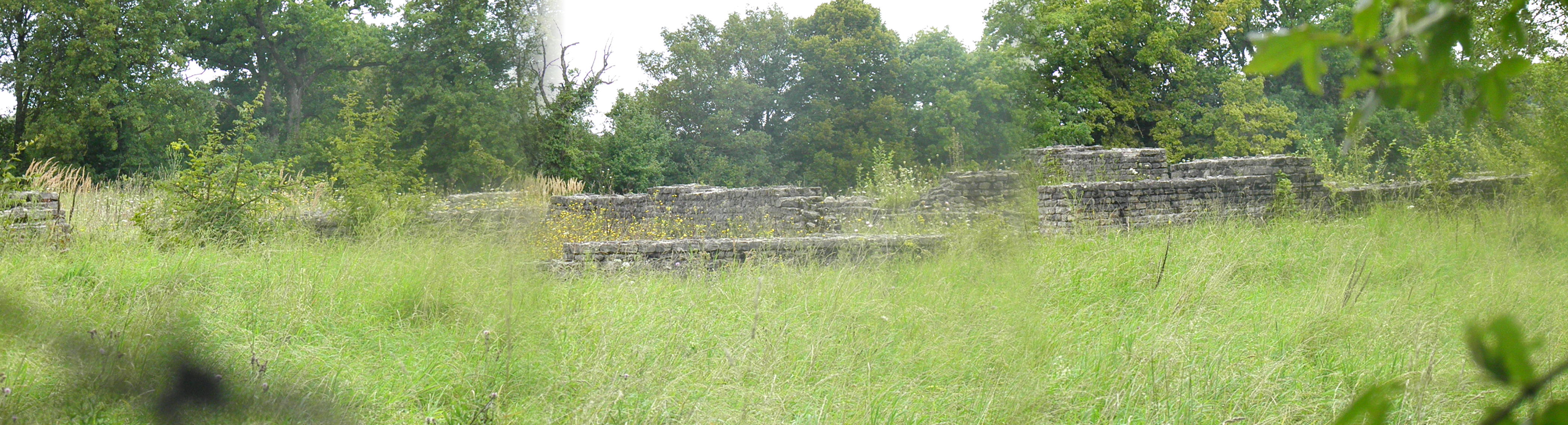
Panorama villa de Saint-Ulrich été 2011.

Dans la suite de l'histoire de la villa, le péristyle est remplacé par une large galerie. Le décor des bains de l'édifice trahit différentes phases de réfection. La galerie située à l'est de l'édifice est remplacée par des pièces dans la première moitié du IIe siècle, une cour plus grande occupe désormais l'espace. Les phases des travaux de décoration ont pu être mises en évidence par l'étude des fragments de fresques.
La date la plus récente de l'occupation du site ne peut être déduite aisément du fait de l'absence de « témoignages suffisamment précis ». Une villa a été mise au jour à proximité de la deuxième villa située à quelque 300 m de la grande villa, dont le site a servi de carrière au propriétaire du terrain, qui saccagea également une partie de la nécropole mérovingienne présente sur le site déjà connue à l'extrême fin du XIXe siècleet fouillée dans les années 1960.
Un établissement religieux est attesté sur le site « depuis au moins le IXe siècle », avec de plus une source prétendument miraculeuse.

### Redécouverte et travaux
La villa est mentionnée dès le début des années 1860. Elle est fouillée entre 1894 et 1897 par Karl Wichmann (1868-1948), professeur à Metz, à la suite de la décision prise par la société d'histoire et d'archéologie de la Lorraine et grâce au financement du ministère d'Alsace-Lorraine. Les fouilles ne sont pas exhaustives du fait des méthodes utilisées alors et de l'état de santé du chef de fouilles. Le plan est levé par Eduard-Hermann Heppe, plan considéré comme insuffisamment précis. La fouille est publiée en 1898.

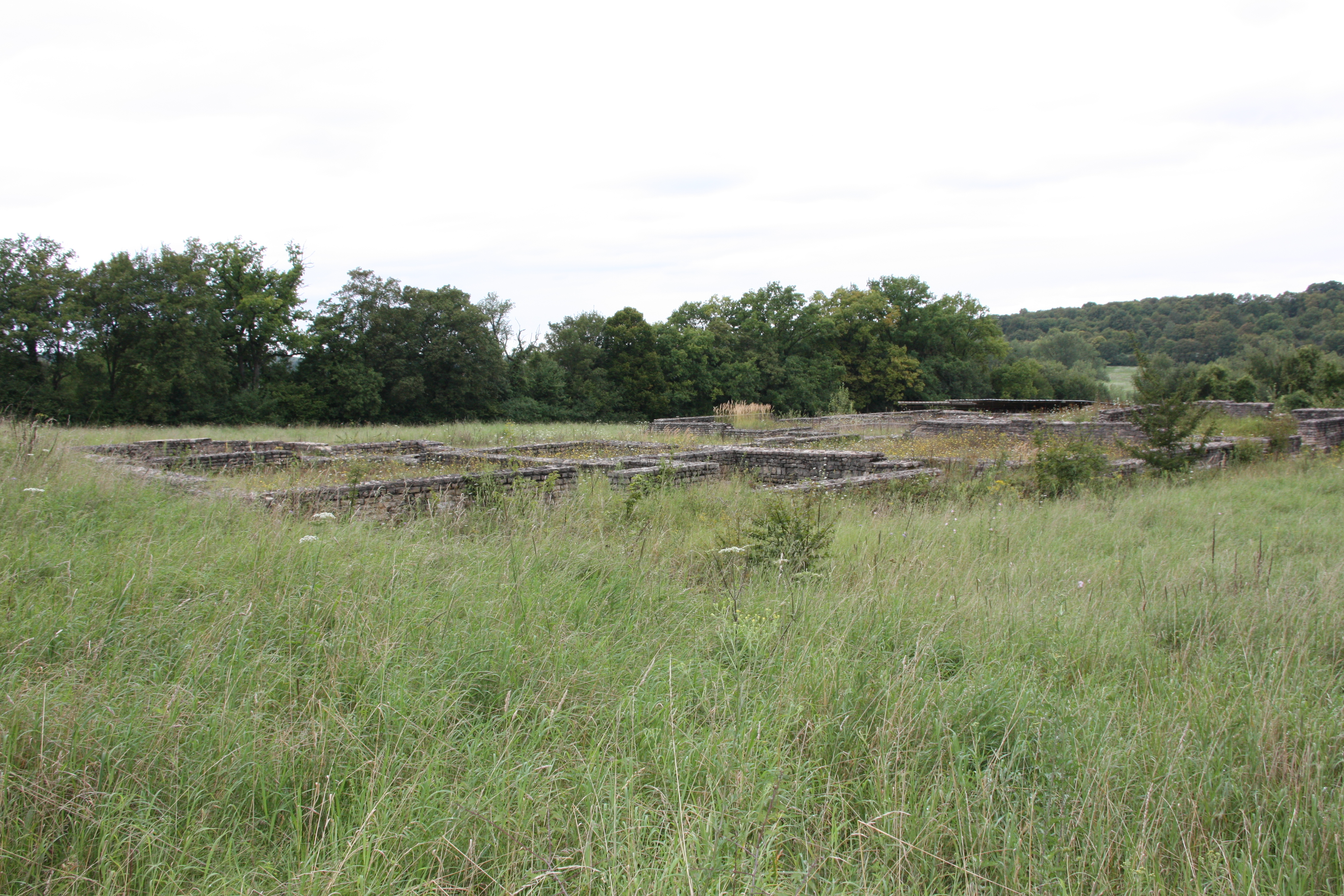
Villa gallo-romaine de Saint-Ulrich en août 2011.

Les fouilles sont reprises par Marcel Lutz entre 1967 et 1981 ou entre 1968 et 1983. Les ailes ouest et est ne sont pas dégagées au début des années 2000. Le produit des fouilles est déposé au musée du pays de Sarrebourg. Des sondages sont réalisés entre 1984 et 1988. Ils permettent la mise au jour de fragments de peintures et de sols, qui font l'objet d'une dépose en urgence en 1992.
Le site appartient au conseil départemental, mais les vestiges actuels ne sont qu'« un très pâle reflet » de ce qu'a été l'édifice. Un projet de mise en valeur de l'édifice existe depuis les années 1990. L'édifice est fermé depuis le milieu des années 2010 environ. Des travaux de restauration entrepris en 2012 par le département de la Moselle ont été arrêtés.

## Description

### Description de l'édifice
La villa comprend, outre la maison du propriétaire, de nombreux édifices alignés sur un axe est-ouest. Le domaine pouvait comporter des centaines ou des milliers d'hectares. L'édifice est contruit dans une situation permettant de dominer le domaine et également d'avoir une installation confortable. 33 annexes sont connues au début des années 2000.

#### Pars urbana

Plan d'ensemble de la villa.

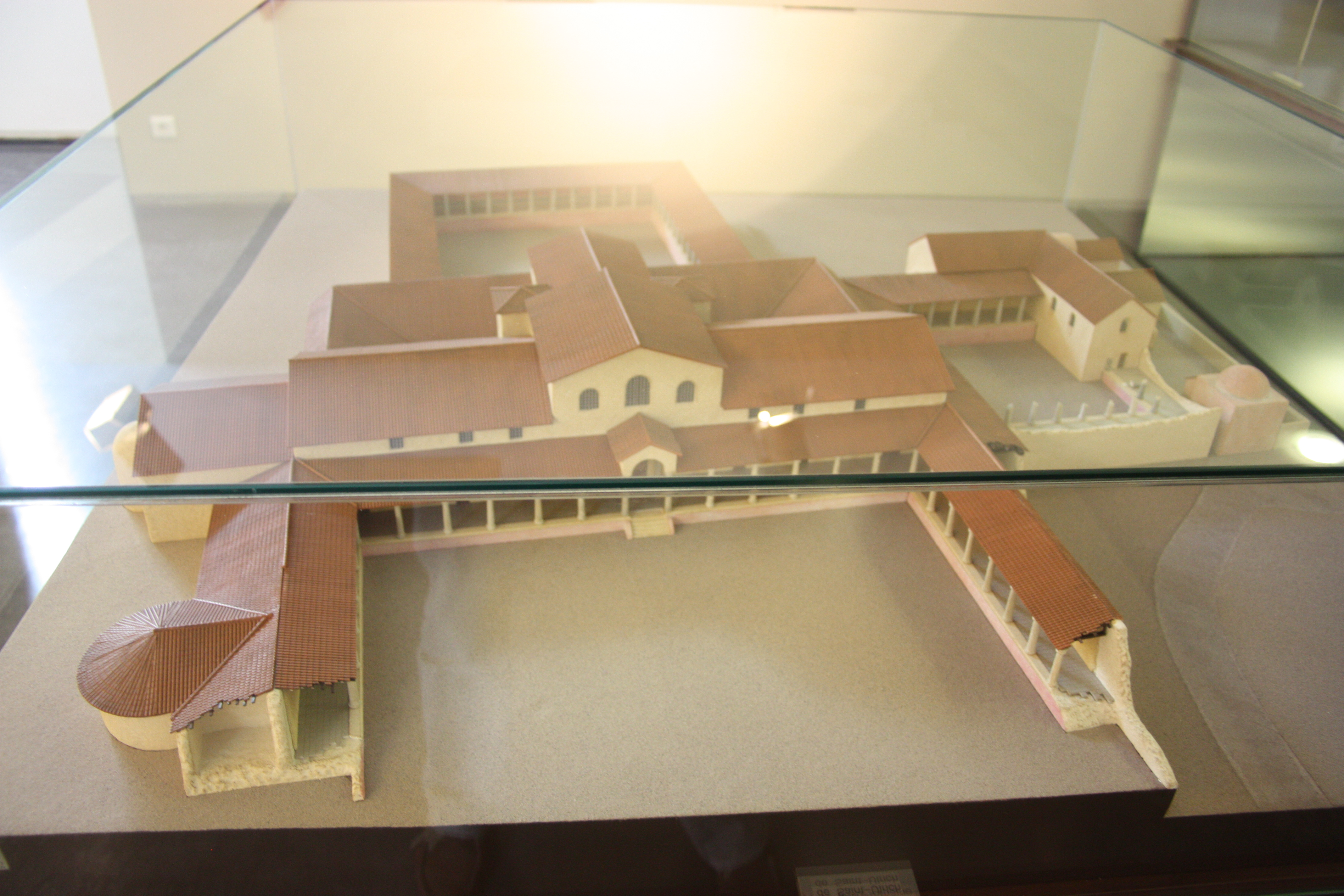
Maquette de la villa de Saint-Ulrich au musée du pays de Sarrebourg.

La grande villa mesure 114 m sur 117 m,. 117 pièces ont été recensées dont 70 habitables, compte non tenu d'éventuelles pièces à l'étage. Le centre de l'édifice est occupé par des espaces destinés aux réceptions, salle de réception et salle de banquet. A l'ouest et au nord se trouvent des cryptoportiques ; à l'est et à l'ouest deux ailes sont pourvues d'une cour à péristyle. Un petit complexe thermal est localisé au nord.
Dans l'aménagement réalisé dans un 2e temps, des pièces ont été subdivisées et des circulations établies. Le sol d'un espace de circulation était en opus signinum et a livré des restes de décors peints.
Karl Wichman a mentionné cinq parties dans la villa :
- construction centrale,
- cour et galeries,
- aile sud,
- aile nord,
- bâtiment thermal[B 11], remanié lors de plusieurs sessions de travaux jusqu'au IVe siècle[F 1].

La décoration est modeste par rapport aux travaux d'extension de la construction.

#### Pars rustica
Un bâtiment considéré comme agricole et de 24,60 m sur 17,40 m a été fouillé à 50 m de la villa.
À 300 m au nord-est se trouve une autre villa de 20 m sur 18 m. L'espace comportait deux pièces destinées au bain, un tepidarium et un bain chaud. Peut-être l'édifice a-t-il été destiné uniquement aux bains à une période de son histoire. L'édifice n'est plus utilisé qu'à des fonctions de bâtiment agricole après les troubles du IIIe siècle et également les hypocaustes. La fouille a livré beaucoup de céramique, datée surtout des IIe et IIIe siècles.

#### Autres éléments du domaine
Les fouilles ont dégagé un fanum en 1966, « petit sanctuaire de caractère indigène ». L'édifice faisait 6,77 m sur 8,15 et était conservé partiellement sur quatre assises, les ruines ayant été dégradées par les labours : le temple,  « un sanctuaire des eaux », a été bâti sur le site d'une source. La construction est « peu soignée » et la cella de 3 m sur 1,50 m était un simple abri à la couverture de tuiles. Le fanum possédait un sol en mosaïque disparu lors des fouilles. Selon Lutz il était consacré à Apollon et Sirona. Des fosses ont livré « un lot de monnaies » assez homogène. et une statuette de terre cuite.La construction de l'édifice est datée de 115-120
Un édifice de 24,80 m sur 10,50 m a également été dégagé. Il a connu trois étapes dans son occupation, avec une destruction par le feu lors de la deuxième étape. Cet édifice était peut-être un hangar. Cet édifice date du milieu du Ier siècle. Il a livré un certain nombre d'artefacts en fer ainsi que 17 monnaies. Cet édifice dépendait de la grande villa.

### Découvertes réalisées

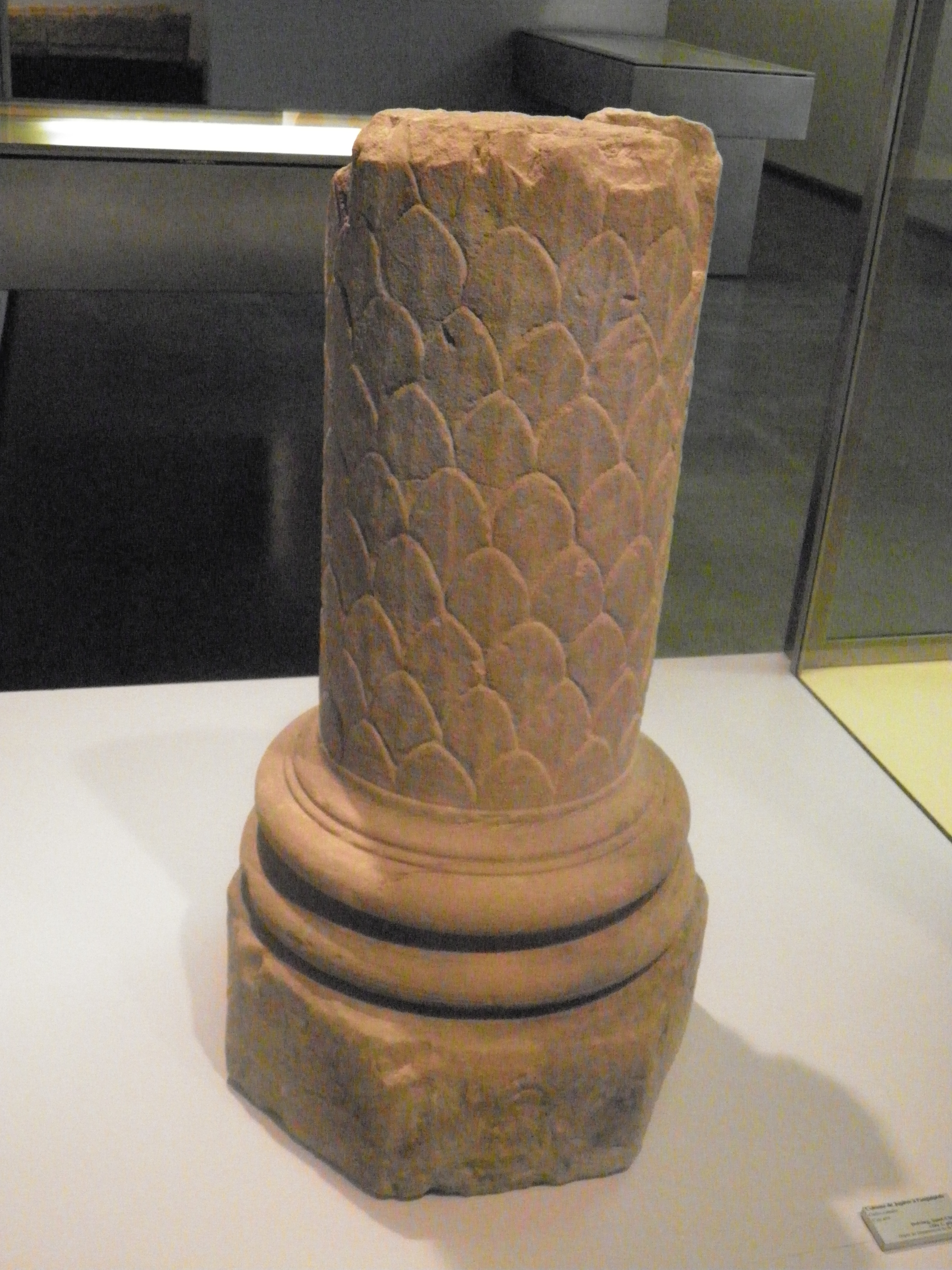
Fragment de colonnes avec le fût couvert de décor en forme d'écaille au musée du pays de Sarrebourg.

Les fouilles ont livré peu de choses, 4 monnaies et très peu de matériel archéologique, du fait d'une absence de rigueur ou de disparitions du fait de l'absence du responsable de chantier.
Les fouilles de Marcel Lutz ont livré un matériel céramique abondant : d'époque pré-flavienne et flavienne, de la céramique belge à engobe ; les couches du IIe siècle ont livré beaucoup de céramique sigillée. Les couches du IIIe siècle ont livré de la céramique, mais pour le siècle suivant peu de matériel : cela s'explique selon Marcel Lutz par un abandon du site lent ou une dégradation des couches archéologiques. Ces céramiques sont issues des fouilles anciennes, non réalisées selon la méthode stratigraphique.
Une tête de cheval en terre blanche, représentant sans doute Epona, a été découverte sur le site, de même qu'une anse de patère en forme de bélier. Les mêmes découvertes récentes ont livré des objets en bronze, dont des fibules, et des objets en fer ou des fragments de verre. Une pièce en bronze d'époque d'Hadrien a également été retrouvée.
Les fouilles de la villa située non loin de la grande villa ont livré du matériel céramique abondant, de petits objets de bronze dont essentiellement des fibules, des fragments de verre laissant supposer que les fenêtres comportaient de vitres, des objets divers de fer, d'os.

## Interprétation

### Villade plan méditerranéen
La villa possède une « dimension politique et symbolique ».
Le plan de la villa diffère des autres édifices connus en Gaule de l'est ou en Rhénanie, il est proche de ce qui était présent en Italie ou en Grèce, « type même de la villa classique ». Ceci trahit une datation haute au complexe. La céramique la plus ancienne est datable des règnes de Claude et de Néron.
La décoration n'est pas d'une qualité équivalente à l'évolution de la construction : la question se trouve posée des fonctions de l'édifice et de son occupation par les propriétaires.

### Jalon du«couloir de développement»entre Méditerranée et Rhin?

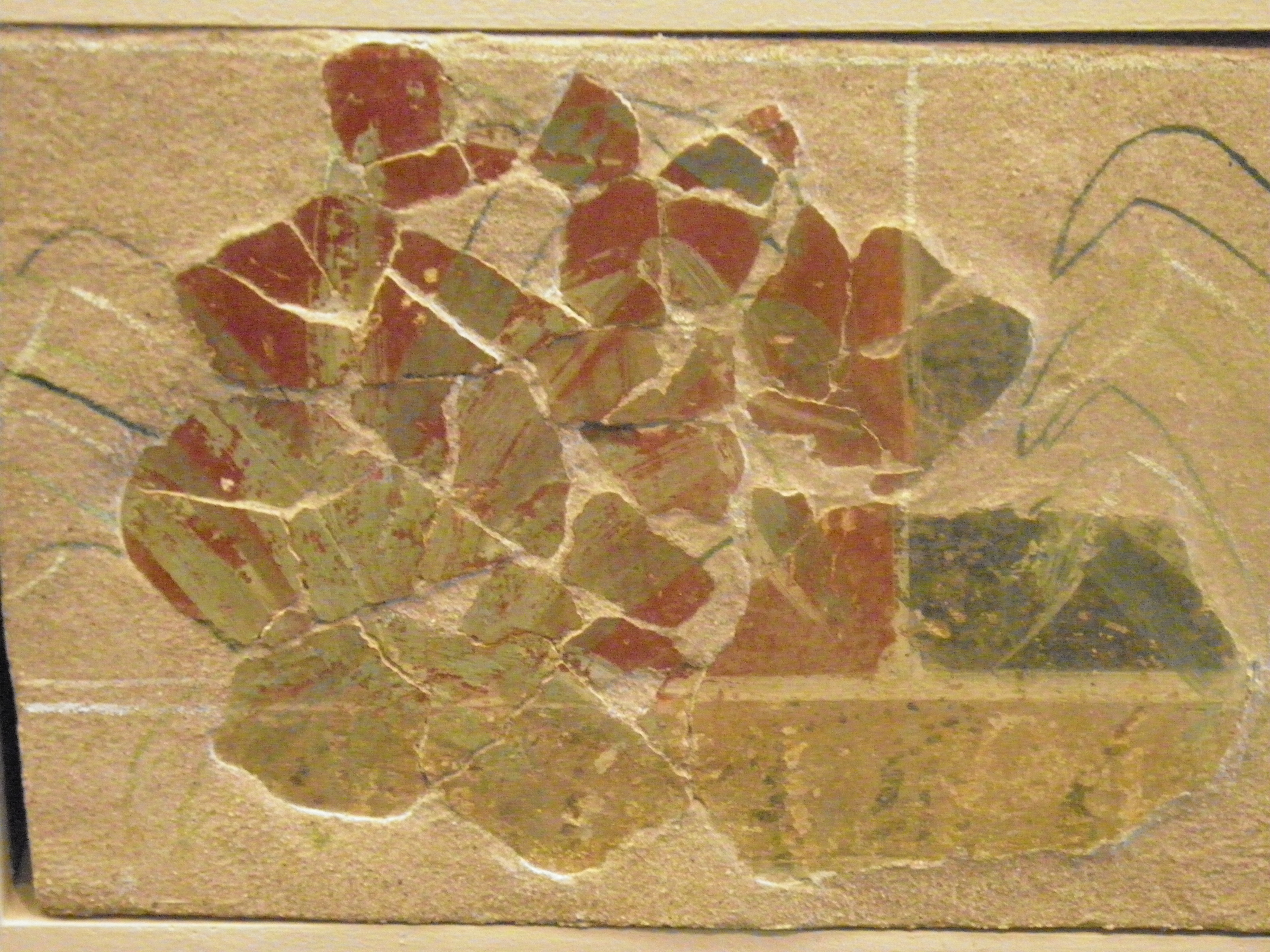
Fragments de fresques reconstitués au Musée du pays de Sarrebourg.

Albert Grenier présente les travaux menés dans la villa dans son ouvrage Habitations gauloises et villas latines dans la cité des Médiomatrices publié en 1906. Il considère que les élites gauloises se sont vite convertis au « système architectural et économique importé d'Italie » et prend en exemple la cité des Médiomatriques. . Il considère qu'après le IIIe siècle seules les grandes structures ont perduré et ces installations palatiales « ont été emportées par les invasions de la fin du IVe siècle. ». Pierre Ouzoulias considère que les villas sont entre autres nombreuses dans la partie orientale du territoire des Médiomatriques et que la densité ne doit pas être reliée à la romanisation. Les travaux d'Edith Wightman ont eu pour objet de relever les témoignages épigraphiques, de reliefs et mosaïques, « modes privilégiés d'expression de la romanité » ; Wightman relevait également l'importance du « modèle métropolitain ». Il y avait un « couloir de développement » lié aux axes de circulation entre Méditerranée et Rhin, et porté par des classes sociales supérieures des élites de La Tène et repris par les classes sociales enrichies à la suite de la conquête de la Gaule.

#### Ouvrages généraux
- Département de la Moselle, Livret exposition 2015 Trésors des Médiomatriques
- Collectif, Pérégrinations dans l'Empire romain : De Bliesbrück-Reinheim à Rome, avec Jean-Claude Golvin, peintre de l'antiquité, Arles, Actes sud / Conseil général de la Moselle, 2010, 109 p. (ISBN 9782742792870). .
- Gérard Coulon et Jean-Claude Golvin, Voyage en Gaule romaine, Arles-Paris, Actes sud / Errance, 2002, 185 p. (ISBN 9782742739202).
- JEANNE-MARIE DEMAROLLE, Marcel Lutz (1908-2000),archéologue, céramologue et animateur de la SHAL
- Pierre Ouzoulias, « La villa dans l’est des Gaules Un témoin de la “romanisation” ? », dans Michel Reddé et al. dir., Aspects de la Romanisation dans l’Est de la Gaule., vol. 21, Bibracte, coll. « Bibracte », 2011, p. 475-485. .

#### Ouvrages ou articles sur la villa de Saint-Ulrich
- Dominique Heckenbenner, « Espace architectural et peintures murales dans le secteur central de la villa gallo-romaine de Saint-Ulrich (Moselle) », Revue archéologique de Picardie, no 10,‎ 1995, p. 209-217 (lire en ligne, consulté le 24 avril 2021). .
- Xavier Lafon, « La villa de Saint-Ulrich », L'archéologue, no 52,‎ 2001, p. 11. .
- Marcel Lutz, « Le domaine gallo-romain de Saint-Ulrich (Moselle) (I) », Gallia, nos 29-1,‎ 1971, p. 17-44 (lire en ligne, consulté le 24 avril 2021). .
- Marcel Lutz, « Le domaine gallo-romain de Saint-Ulrich (Moselle) (II) », Gallia, nos 30-1,‎ 1972, p. 41-82 (lire en ligne, consulté le 24 avril 2021). .